# Asilus flavipes
Asilus flavipes är en tvåvingeart som beskrevs av Charles Joseph de Villers 1789. Asilus flavipes ingår i släktet Asilus och familjen rovflugor. Inga underarter finns listade i Catalogue of Life.